# جين إدوارد شيلينغ
جين إدوارد شيلينغ (بالإنجليزية: Jane Edward Schilling)‏ هي ناشِطة ومؤرخة أمريكية، ولدت في 8 أكتوبر 1930 في مينوكوا في الولايات المتحدة، وتوفيت في 13 سبتمبر 2017 في سانت لويس في الولايات المتحدة.